# Rodney Williams (politico)
Sir Rodney Errey Lawrence Williams (Swetes, 2 novembre 1947) è un politico antiguo-barbudano, Governatore generale di Antigua e Barbuda dal 14 agosto 2014.

## Biografia
Figlio dell'educatrice Irene B. Williams e del parlamentare laburista Ernest Emmanuel Williams, frequentò la Antigua Grammar School, dove poi insegnò per due anni. Nel 1976 si laureò in medicina all'Università delle Indie occidentali; dopo un tirocinio a Barbados, aprì uno studio medico ad Antigua. Successivamente si specializzò in medicina dello sport e in medicina aeronautica.
Nel 1984 entrò nella Camera dei rappresentanti, rappresentando la circoscrizione di St. Paul, succedendo a suo padre, morto in carica. Durante i governi di Vere Bird e Lester Bird, Williams fu messo a capo dei dicasteri dell'istruzione e del turismo, e dal 1992 al 1997 fu Presidente dell'Associazione Olimpica di Antigua e Barbuda. Alle elezioni del 2004, vinte dal Partito Progressista Unito, Williams perse il suo seggio.
Il 14 agosto 2014 fu nominato Governatore generale di Antigua e Barbuda su indicazione del Primo ministro Gaston Browne, succedendo a Louise Lake-Tack.

## Vita privata
È sposato con Lady Sandra Williams, e ha tre figli.